# 原田敏治
原田 敏治（はらだ としはる、1945年（昭和20年） - ）は日本の地理学者。明治大学大学院文学研究科修了。東海大学特任教授。専門は人文地理学。

## 略歴
- 1945年 - 熊本県出身
- 1974年 - 明治大学大学院文学研究科修了

## 著書

### 共著
- （石井素介・長岡顕）『国土の変容と地域社会』（1996年 大明堂）

### 論文
- 「カンタベリー平野における灌漑事業と農牧業の変化」『経済地理学年報第41巻第1号』（1995年）
- 「文化としての先住民族地名－ニュージーランドにおける地名復原の意味－」『文明研究第23・24合併号』（2005年 東海大学文明学会）
- 「ニュージーランドにおける先住民の土地権と植民地の形成」『東海大学紀要文学部第86輯』（2007年 東海大学）
- 「ニュージーランド南島の植民地化と先住民Ngai Tahu族の土地喪失」『東海大学紀要文学部第90輯』（2009年 東海大学）
- 「ニュージーランド南島Ngai Tahu族の復権要求－Crownとの交渉の経緯と回復された権利－」『東海大学紀要文学部第91輯』（2009年 東海大学）